# كاميرانو
كاميرانو، (بالإنجليزية: Camerano)‏، هي (بلدية) في مقاطعة أنكونا، في منطقة ماركي الإيطالية، وتقع على بعد حوالي 10 كيلومترات (6 ميل) جنوب شرق أنكونا.

## السكان
في سنة 1861 بلغ عدد السكان 3٬495 نسمة، وتطور العدد ليصل في سنة 2011 لـ 7٬213 نسمة.
يظهر هذا المخطط البياني تطور النمو السكاني لـ كاميرانو